# Gunungan (Manyaran)
Gunungan is een bestuurslaag in het regentschap Wonogiri van de provincie Midden-Java, Indonesië. Gunungan telt 6118 inwoners (volkstelling 2010).